# West Ham United Football Club 2025-2026
Questa voce raccoglie le informazioni riguardanti il West Ham United Football Club nelle competizioni ufficiali della stagione 2025-2026.

## Maglie e sponsor
Per la stagione 2025-2026 lo sponsor tecnico è Umbro, mentre il main sponsor sulla maglia è BoyleSports.
|  | Casa |  | Trasferta |  | Terza divisa |

## Rosa
Dati aggiornati al 11 agosto 2025.
| N. |                        | Ruolo | Calciatore              |
| -- | ---------------------- | ----- | ----------------------- |
| 1  | Danimarca (bandiera)   | P     | Mads Hermansen          |
| 2  | Inghilterra (bandiera) | D     | Kyle Walker-Peters      |
| 3  | Inghilterra (bandiera) | D     | Max Kilman              |
| 4  | Messico (bandiera)     | C     | Edson Álvarez           |
| 5  | Marocco (bandiera)     | D     | Nayef Aguerd            |
| 7  | Paesi Bassi (bandiera) | A     | Crysencio Summerville   |
| 8  | Inghilterra (bandiera) | C     | James Ward-Prowse       |
| 9  | Inghilterra (bandiera) | A     | Callum Wilson           |
| 10 | Brasile (bandiera)     | C     | Lucas Paquetá           |
| 11 | Germania (bandiera)    | A     | Niclas Füllkrug         |
| 12 | Senegal (bandiera)     | C     | El Hadji Malick Diouf   |
| 15 | Grecia (bandiera)      | D     | Konstantinos Mavropanos |
| 17 | Brasile (bandiera)     | A     | Luis Guilherme          |
| 20 | Inghilterra (bandiera) | A     | Jarrod Bowen ()         |
| 21 | Inghilterra (bandiera) | P     | Wes Foderingham         |

| N. |                             | Ruolo | Calciatore        |
| -- | --------------------------- | ----- | ----------------- |
| 22 | Costa d'Avorio (bandiera)   | A     | Maxwel Cornet     |
| 23 | Francia (bandiera)          | P     | Alphonse Areola   |
| 24 | Argentina (bandiera)        | C     | Guido Rodríguez   |
| 25 | Francia (bandiera)          | D     | Jean-Clair Todibo |
| 28 | Rep. Ceca (bandiera)        | C     | Tomáš Souček      |
| 29 | Inghilterra (bandiera)      | D     | Aaron Wan-Bissaka |
| 30 | Inghilterra (bandiera)      | C     | Oliver Scarles    |
| 32 | Inghilterra (bandiera)      | C     | Freddie Potts     |
| 33 | Italia (bandiera)           | D     | Emerson           |
| 39 | Scozia (bandiera)           | C     | Andy Irving       |
| 40 | Inghilterra (bandiera)      | C     | George Earthy     |
| 47 | Ungheria (bandiera)         | P     | Krisztián Hegyi   |
| 50 | Irlanda del Nord (bandiera) | A     | Callum Marshall   |
| 55 | Francia (bandiera)          | C     | Mohamadou Kanté   |
| 61 | Inghilterra (bandiera)      | C     | Lewis Orford      |

## Trasferimenti
Dati aggiornati al 12 luglio 2025.

### Sessione estiva
| Acquisti         | Acquisti              | Acquisti       | Acquisti                                        |
| R.               | Nome                  | da             | Modalità                                        |
| ---------------- | --------------------- | -------------- | ----------------------------------------------- |
| D                | Jean-Clair Todibo     | Nizza          | definitivo (obbligo di riscatto - 40 milioni €) |
| C                | El Hadji Malick Diouf | Slavia Praga   | definitivo (19 milioni £)                       |
| p                | Mads Hermansen        | Leicester City | definitivo (18 milioni £)                       |
| D                | Kyle Walker-Peters    |                | definitivo (svincolato)                         |
| A                | Callum Wilson         |                | definitivo (svincolato)                         |
| D                | Nayef Aguerd          | Real Sociedad  | fine prestito                                   |
| D                | Kurt Zouma            | Al-Orobah      | fine prestito                                   |
| A                | Maxwel Cornet         | Genoa          | fine prestito                                   |
| C                | Mohamadou Kanté       | Paris FC       | fine prestito                                   |
| Altre operazioni |                       |                |                                                 |
| R.               | Nome                  | da             | Modalità                                        |
| A                | Callum Marshall       |                | aggregato dalle giovanili                       |
| C                | Freddie Potts         |                | aggregato dalle giovanili                       |
| P                | Krisztián Hegyi       |                | aggregato dalle giovanili                       |

| Cessioni         | Cessioni          | Cessioni            | Cessioni                    |
| R.               | Nome              | a                   | Modalità                    |
| ---------------- | ----------------- | ------------------- | --------------------------- |
| A                | Mohammed Kudus    | Tottenham           | definitiva (63.8 milioni €) |
| D                | Vladimír Coufal   |                     | definitiva (svincolato)     |
| D                | Aaron Cresswell   |                     | definitiva (svincolato)     |
| D                | Kaelan Casey      | Swansea City        | prestito                    |
| D                | Kurt Zouma        |                     | svincolato                  |
| A                | Danny Ings        |                     | svincolato                  |
| A                | Michail Antonio   |                     | svincolato                  |
| P                | Łukasz Fabiański  |                     | svincolato                  |
| A                | Evan Ferguson     | Brighton            | fine prestito               |
| C                | Carlos Soler      | Paris Saint-Germain | fine prestito               |
| Altre operazioni |                   |                     |                             |
| R.               | Nome              | da                  | Modalità                    |
| D                | Jean-Clair Todibo | Nizza               | fine prestito               |

## Risultati
Dati aggiornati al 16 agosto 2025.

### Premier League
Il 18 giugno 2025 è stato reso noto il calendario della Premier League 2025-26. Il West Ham ha affrontato alla 1ª giornata il Sunderland in trasferta.

#### Risultati
| Arbitro: | Robert Jones |

|                                               |           |  |
| E. Mayenda 61’ D. Ballard 73’ W. Isidor 90+2’ | Marcatori |  |

| Londra 22 agosto 2025, ore 20:00 WEST 2ª giornata | West Ham Utd | – referto | Chelsea | London Stadium |

| Nottingham 31 agosto 2025, ore 14:00 WEST 3ª giornata | Nottingham Forest | – referto | West Ham Utd | City Ground |

| Londra 13 settembre 2025, ore 15:00 WEST 4ª giornata | West Ham Utd | – referto | Tottenham | London Stadium |

| Londra 20 settembre 2025, ore 15:00 WEST 5ª giornata | West Ham Utd | – referto | Crystal Palace | London Stadium |

| Liverpool 27 settembre 2025, ore 15:00 WEST 6ª giornata | Everton | – referto | West Ham Utd | Hill Dickinson Stadium |

| Londra 4 ottobre 2025, ore 15:00 WEST 7ª giornata | Arsenal | – referto | West Ham Utd | Emirates Stadium |

| Londra 18 ottobre 2025, ore 15:00 WEST 8ª giornata | West Ham Utd | – referto | Brentford | London Stadium |

| Leeds 25 ottobre 2025, ore 15:00 WEST 9ª giornata | Leeds Utd | – referto | West Ham Utd | Elland Road |

| Londra 1° novembre 2025, ore 15:00 WET 10ª giornata | West Ham Utd | – referto | Newcastle Utd | London Stadium |

| Londra 8 novembre 2025, ore 15:00 WET 11ª giornata | West Ham Utd | – referto | Burnley | London Stadium |

| Bournemouth 22 novembre 2025, ore 15:00 WET 12ª giornata | Bournemouth | – referto | West Ham Utd | Dean Court |

| Londra 29 novembre 2025, ore 15:00 WET 13ª giornata | West Ham Utd | – referto | Liverpool | London Stadium |

| Manchester 3 dicembre 2025, ore 20:00 WET 14ª giornata | Manchester Utd | – referto | West Ham Utd | Old Trafford |

| Brighton and Hove 6 dicembre 2025, ore 15:00 WET 15ª giornata | Brighton | – referto | West Ham Utd | Falmer Stadium |

| Londra 13 dicembre 2025, ore 15:00 WET 16ª giornata | West Ham Utd | – referto | Aston Villa | London Stadium |

| Manchester 20 dicembre 2025, ore 15:00 WET 17ª giornata | Manchester City | – referto | West Ham Utd | Etihad Stadium |

| Londra 27 dicembre 2025, ore 15:00 WET 18ª giornata | West Ham Utd | – referto | Fulham | London Stadium |

| Londra 30 dicembre 2025, ore 19:45 WET 19ª giornata | West Ham Utd | – referto | Brighton | London Stadium |

| Wolverhampton 3 gennaio 2026, ore 15:00 WET 20ª giornata | Wolverhampton | – referto | West Ham Utd | Molineux Stadium |

| Londra 7 gennaio 2026, ore 15:00 WET 21ª giornata | West Ham Utd | – referto | Nottingham Forest | London Stadium |

| Londra 17 gennaio 2026, ore 15:00 WET 22ª giornata | Tottenham | – referto | West Ham Utd | Tottenham Hotspur Stadium |

| Londra 24 gennaio 2026, ore 15:00 WET 23ª giornata | West Ham Utd | – referto | Sunderland | London Stadium |

| Londra 31 gennaio 2026, ore 15:00 WET 24ª giornata | Chelsea | – referto | West Ham Utd | Stamford Bridge |

| Burnley 7 febbraio 2026, ore 15:00 WET 25ª giornata | Burnley | – referto | West Ham Utd | Turf Moor |

| Londra 11 febbraio 2026, ore 19:45 WET 26ª giornata | West Ham Utd | – referto | Manchester Utd | London Stadium |

| Londra 21 febbraio 2026, ore 15:00 WET 27ª giornata | West Ham Utd | – referto | Bournemouth | London Stadium |

| Londra 28 febbraio 2026, ore 15:00 WET 28ª giornata | Liverpool | – referto | West Ham Utd | London Stadium |

| Londra 4 marzo 2026, ore 19:45 WET 29ª giornata | Fulham | – referto | West Ham Utd | Craven Cottage |

| Londra 14 marzo 2026, ore 15:00 WET 30ª giornata | West Ham Utd | – referto | Manchester City | London Stadium |

| Birmingham 21 marzo 2026, ore 15:00 WET 31ª giornata | Aston Villa | – referto | West Ham Utd | Villa Park |

| Londra 11 aprile 2026, ore 15:00 WEST 32ª giornata | West Ham Utd | – referto | Wolverhampton | London Stadium |

| Londra 18 aprile 2026, ore 15:00 WEST 33ª giornata | Crystal Palace | – referto | West Ham Utd | Selhurst Park |

| Londra 25 aprile 2026, ore 15:00 WEST 34ª giornata | West Ham Utd | – referto | Everton | London Stadium |

| Londra 2 maggio 2026, ore 15:00 WEST 35ª giornata | Brentford | – referto | West Ham Utd | Brentford Community Stadium |

| Londra 9 maggio 2026, ore 15:00 WEST 36ª giornata | West Ham Utd | – referto | Arsenal | London Stadium |

| Newcastle 17 maggio 2026, ore 15:00 WEST 37ª giornata | Newcastle Utd | – referto | West Ham Utd | St James' Park |

| Londra 24 maggio 2026, ore 15:00 WEST 38ª giornata | West Ham Utd | – referto | Leeds Utd | London Stadium |

### FA Cup
Partecipando al campionato di Premier League, il West Ham comincerà la sua partecipazione in FA Cup a partire dal terzo turno.

### EFL Cup
Partecipando al campionato di Premier League ma rimanendo escluso da qualunque competizione europea, il West Ham comincerà la sua partecipazione in EFL Cup a partire dal secondo turno.

#### Secondo turno
Dal sorteggio del secondo turno, tenutosi il 13 agosto 2025, il West Ham è stato accoppiato al Wolverhampton.

##### Risultati
| Wolverhampton 26 agosto 2025, ore 19:30 WEST Secondo turno | Wolverhampton | – referto | West Ham Utd | Molineux Stadium |

## Statistiche
Dati aggiornati al 16 agosto 2025.

### Statistiche di squadra
| Competizione   | Punti | In casa | In casa | In casa | In casa | In casa | In casa | In trasferta | In trasferta | In trasferta | In trasferta | In trasferta | In trasferta | Totale | Totale | Totale | Totale | Totale | Totale | DR |
| Competizione   | Punti | G       | V       | N       | P       | Gf      | Gs      | G            | V            | N            | P            | Gf           | Gs           | G      | V      | N      | P      | Gf     | Gs     | DR |
| -------------- | ----- | ------- | ------- | ------- | ------- | ------- | ------- | ------------ | ------------ | ------------ | ------------ | ------------ | ------------ | ------ | ------ | ------ | ------ | ------ | ------ | -- |
| Premier League | 0     | 0       | 0       | 0       | 0       | 0       | 0       | 1            | 0            | 0            | 1            | 0            | 3            | 1      | 0      | 0      | 1      | 0      | 3      | -3 |
| FA Cup         | -     | 0       | 0       | 0       | 0.      | 0       | 0       | 0            | 0            | 0            | 0            | 0            | 0            | 0      | 0      | 0      | 0      | 0      | 0      | 0  |
| EFL Cup        | -     | 0       | 0       | 0       | 0       | 0       | 0       | 0            | 0            | 0            | 0            | 0            | 0            | 0      | 0      | 0      | 0      | 0      | 0      | 0  |
| Totale         | -     | 0       | 0       | 0       | 0       | 0       | 0       | 1            | 0            | 0            | 1            | 0            | 3            | 1      | 0      | 0      | 1      | 0      | 3      | -3 |

### Andamento in campionato
| Giornata  | 1  | 2 | 3 | 4 | 5 | 6 | 7 | 8 | 9 | 10 | 11 | 12 | 13 | 14 | 15 | 16 | 17 | 18 | 19 | 20 | 21 | 22 | 23 | 24 | 25 | 26 | 27 | 28 | 29 | 30 | 31 | 32 | 33 | 34 | 35 | 36 | 37 | 38 |
| --------- | -- | - | - | - | - | - | - | - | - | -- | -- | -- | -- | -- | -- | -- | -- | -- | -- | -- | -- | -- | -- | -- | -- | -- | -- | -- | -- | -- | -- | -- | -- | -- | -- | -- | -- | -- |
| Luogo     | T  |   |   |   |   |   |   |   |   |    |    |    |    |    |    |    |    |    |    |    |    |    |    |    |    |    |    |    |    |    |    |    |    |    |    |    |    |    |
| Risultato | P  |   |   |   |   |   |   |   |   |    |    |    |    |    |    |    |    |    |    |    |    |    |    |    |    |    |    |    |    |    |    |    |    |    |    |    |    |    |
| Posizione | 19 |   |   |   |   |   |   |   |   |    |    |    |    |    |    |    |    |    |    |    |    |    |    |    |    |    |    |    |    |    |    |    |    |    |    |    |    |    |

Legenda:

Luogo: C = Casa; T = Trasferta. Risultato: R = Rinviata; V = Vittoria; N = Pareggio; P = Sconfitta.

### Statistiche individuali
| Giocatore      | Premier League | Premier League | Premier League | Premier League | FA Cup   | FA Cup | FA Cup      | FA Cup     | EFL Cup  | EFL Cup | EFL Cup     | EFL Cup    | Totale   | Totale | Totale      | Totale     |
| Giocatore      | Presenze       | Reti           | Ammonizioni    | Espulsioni     | Presenze | Reti   | Ammonizioni | Espulsioni | Presenze | Reti    | Ammonizioni | Espulsioni | Presenze | Reti   | Ammonizioni | Espulsioni |
| -------------- | -------------- | -------------- | -------------- | -------------- | -------- | ------ | ----------- | ---------- | -------- | ------- | ----------- | ---------- | -------- | ------ | ----------- | ---------- |
| N. Aguerd      | 1              | 0              | 0              | 0              | -        | -      | -           | -          | -        | -       | -           | -          | 1        | 0      | 0           | 0          |
| J. Bowen       | 1              | 0              | 0              | 0              | -        | -      | -           | -          | -        | -       | -           | -          | 1        | 0      | 0           | 0          |
| M. Diouf       | 1              | 0              | 0              | 0              | -        | -      | -           | -          | -        | -       | -           | -          | 1        | 0      | 0           | 0          |
| N. Füllkrug    | 1              | 0              | 0              | 0              | -        | -      | -           | -          | -        | -       | -           | -          | 1        | 0      | 0           | 0          |
| M. Hermansen   | 1              | -3             | 0              | 0              | -        | -      | -           | -          | -        | -       | -           | -          | 1        | -3     | 0           | 0          |
| A. Irving      | 1              | 0              | 0              | 0              | -        | -      | -           | -          | -        | -       | -           | -          | 1        | 0      | 0           | 0          |
| M. Kilman      | 1              | 0              | 1              | 0              | -        | -      | -           | -          | -        | -       | -           | -          | 1        | 0      | 1           | 0          |
| Lucas Paquetá  | 1              | 0              | 0              | 0              | -        | -      | -           | -          | -        | -       | -           | -          | 1        | 0      | 0           | 0          |
| G. Rodríguez   | 1              | 0              | 0              | 0              | -        | -      | -           | -          | -        | -       | -           | -          | 1        | 0      | 0           | 0          |
| T. Souček      | 1              | 0              | 0              | 0              | -        | -      | -           | -          | -        | -       | -           | -          | 1        | 0      | 0           | 0          |
| J.-C. Todibo   | 1              | 0              | 0              | 0              | -        | -      | -           | -          | -        | -       | -           | -          | 1        | 0      | 0           | 0          |
| A. Wan-Bissaka | 1              | 0              | 0              | 0              | -        | -      | -           | -          | -        | -       | -           | -          | 1        | 0      | 0           | 0          |
| J. Ward-Prowse | 1              | 0              | 0              | 0              | -        | -      | -           | -          | -        | -       | -           | -          | 1        | 0      | 0           | 0          |
| C. Wilson      | 1              | 0              | 0              | 0              | -        | -      | -           | -          | -        | -       | -           | -          | 1        | 0      | 0           | 0          |